# Open de Hong Kong (golf)
Pour les articles homonymes, voir Open de Hong Kong.
L'Open de Hong Kong est un tournoi annuel de golf du Tour européen PGA et de l'Asian Tour.

## Palmarès
| année                | Vainqueur                | Nationalité      |
| -------------------- | ------------------------ | ---------------- |
| 1959                 | Lu Liang-Huan            | Taïwan           |
| 1960                 | Peter Thomson            | Australie        |
| 1961                 | Kel Nagle                | Australie        |
| 1962                 | Len Woodward             | Australie        |
| 1963                 | Hsieh Yung-yo            | Taïwan           |
| 1964                 | Hsieh Yung-yo            | Taïwan           |
| 1965                 | Peter Thomson            | Australie        |
| 1966                 | Frank Phillips           | Australie        |
| 1967                 | Peter Thomson            | Australie        |
| 1968                 | Randall Vines            | Australie        |
| 1969                 | Teruo Sugihara           | Japon            |
| 1970                 | Isao Katsumata           | Japon            |
| 1971                 | Orville Moody            | États-Unis       |
| 1972                 | Walter Godfrey           | Nouvelle-Zélande |
| 1973                 | Frank Phillips           | Australie        |
| 1974                 | Lu Liang-Huan            | Taïwan           |
| 1975                 | Hsieh Yung-yo            | Taïwan           |
| 1976                 | Ho Ming-chung            | Taïwan           |
| 1977                 | Hsieh Yung-yo            | Taïwan           |
| 1978                 | Hsieh Min-Nan            | Taïwan           |
| 1979                 | Greg Norman              | Australie        |
| 1980                 | Kuo Chie-Hsiung          | Taïwan           |
| 1981                 | Tze-Ming Chen            | Taïwan           |
| 1982                 | Kurt Cox                 | Australie        |
| 1983                 | Greg Norman              | Australie        |
| 1984                 | Bill Brask               | États-Unis       |
| 1985                 | Mark Aebli               | États-Unis       |
| 1986                 | Seiichi Kanai            | Japon            |
| 1987                 | Ian Woosnam              | Pays de Galles   |
| 1988                 | Hsieh Chin-sheng         | Taïwan           |
| 1989                 | Brian Claar              | États-Unis       |
| 1990                 | Ken Green                | États-Unis       |
| 1991                 | Bernhard Langer          | Allemagne        |
| 1992                 | Tom Watson               | États-Unis       |
| 1993                 | Brian Watts              | États-Unis       |
| 1994                 | David Frost              | Afrique du Sud   |
| 1995                 | Gary Webb                | États-Unis       |
| 1996                 | Rodrigo Cuello           | Philippines      |
| 1997                 | Frank Nobilo             | Nouvelle-Zélande |
| 1998                 | Kang Wook-soon           | Corée du Sud     |
| 1999                 | Patrik Sjöland           | Suède            |
| 2000                 | Simon Dyson              | Angleterre       |
| Omega Hong Kong Open |                          |                  |
| 2001                 | José María Olazábal      | Espagne          |
| 2002                 | Fredrik Jacobson         | Suède            |
| 2003                 | Pádraig Harrington       | Irlande          |
| 2004                 | Miguel Ángel Jiménez (1) | Espagne          |
| UBS Hong Kong Open   |                          |                  |
| 2005                 | Colin Montgomerie        | Écosse           |
| 2006                 | José Manuel Lara         | Espagne          |
| 2007                 | Miguel Ángel Jiménez (2) | Espagne          |
| 2008                 | Lin Wen-tang             | Taïwan           |
| 2009                 | Grégory Bourdy           | France           |
| 2010                 | Ian Poulter              | Angleterre       |
| 2011                 | Rory McIlroy             | Irlande du Nord  |
| 2012                 | Miguel Angel Jiménez (3) | Espagne          |
| Hong Kong Open       |                          |                  |
| 2013                 | Miguel Angel Jiménez (4) | Espagne          |
| 2014                 | Scott Hend               | Australie        |
| UBS Hong Kong Open   |                          |                  |
| 2015                 | Justin Rose              | Angleterre       |
| 2016                 | Pas de tournoi           | Pas de tournoi   |
| 2017                 | Sam Brazel               | Australie        |
| 2017                 | Wade Ormsby              | Australie        |